# Nikolai Alexandrowitsch Alexejew (Politiker)

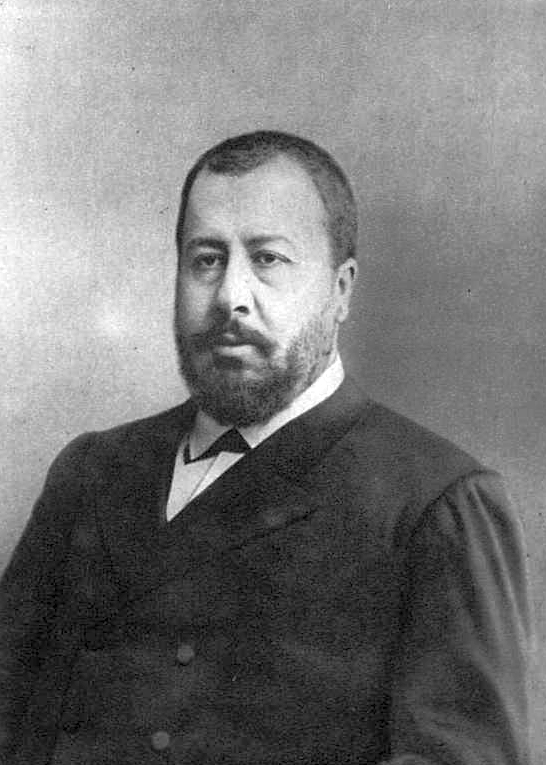
Nikolai Alexandrowitsch Alexejew

Nikolai Alexandrowitsch Alexejew (russisch Николай Александрович Алексеев; * 15. Oktoberjul. / 27. Oktober 1852greg. in Moskau; † 13. Märzjul. / 25. März 1893greg. ebenda) war ein russischer Unternehmer, Mäzen und Moskauer Stadthaupt.

## Leben
Alexejew stammte aus der reichen Alexejew-Kaufmannsfamilie, aus der auch sein Vetter Konstantin Stanislawski stammte. Der Ururgroßvater Alexei Petrowitsch Alexejew (1724–1775) war ein leibeigener Bauer im Gouvernement Jaroslawl, heiratete die Tochter des Pferdeknechts des Grafen Pjotr Scheremetew, wurde freigelassen, ging 1746 nach Moskau und wurde in die Moskauer Kaufmannschaft aufgenommen. Der Urgroßvater Semjon Alexejewitsch Alexejew (1751–1823) wurde Kaufmann der I. Gilde, Kommerzienrat (gleichwertig der 8. Rangklasse) und produzierte ab 1785 Gold- und Silberfäden für die Stickerei. Der Großvater Wladimir Semjonowitsch Alexejew (1795–1862) erweiterte das Familienunternehmen beträchtlich und handelte mit Wolle für die russischen Textilfabriken, wofür er Woll- und Baumwollwasch- und Reinigungsanlagen hatte. Dazu kam die Pferde- und Schafzucht mit der Einführung der Merinoschafzucht der Donkosaken in Sibirien. Alexejews Vater Alexander Wladimirowitsch Alexejew führte mit seinem Bruder Sergei Wladimirowitsch Alexejew (1836–1893) das Familienunternehmen weiter. Alexejews Mutter kam aus einer griechischen Kaufmannsfamilie, die sich nach Worten Boris Tschitscherins durch griechische Raffinesse und russische Zügellosigkeit auszeichnete.
Alexejew arbeitete ab 1870 im Familienunternehmen und betätigte sich in der Moskauer Stadtpolitik. 1880 wurde er Abgeordneter der Moskauer Gouvernementsversammlung und 1881 Abgeordneter der Moskauer Stadtduma. 1882 kam Alexejew an die Spitze des Familienunternehmens Wladimir Alexejew. Er führte große Unternehmen in Puschkino, Charkow und in der Umgebung Moskaus.
Im November 1885 wurde Alexejew zum Moskauer Stadthaupt gewählt. Dazu war er 1886–1892 Mitglied des Sonderamts des Regierenden Senats. Er entwickelte die städtische Wirtschaft unabhängig von der kaiserlichen Regierung. Dazu erschloss er neue städtische Einnahmequellen, da die Steuereinnahmen nur ein Drittel des Stadthaushalts abdeckten. Ab 1887 gründete er mit geliehenem Geld städtische Unternehmen. 1892 nahm die Stadt Moskau eine Anleihe in Höhe von 7 Millionen Rubel auf, was der Summe der jährlichen Einnahmen entsprach. Erst nach Alexejews Tod machten die städtischen Unternehmen Gewinn. 1913 machten ihre Gewinne 55 % der städtischen Einnahmen aus. Alexejew sorgte für ein Gesetz zum Verbot des Baus von Holzhäusern innerhalb des Gartenrings. Er lenkte die Spendeninitiativen Moskauer Wohltäter auf die Bedürfnisse der Stadt. Er verzichtete auf sein Jahresgehalt von 12.000 Rubel. Er beteiligte sich an den Konferenzen des Moskauer Generalgouverneurs Großfürst Sergei Alexandrowitsch zur Organisation von Spendensammlungen für die Hungerhilfe für die östlichen Gouvernements nach der großen Missernte 1892.
Durch Alexejews Maßnahmen stiegen 1887–1897 die städtischen Einnahmen von 4,7 auf 10,8 Millionen Rubel, und das Defizit von 1,3 Millionen Rubel löste sich auf. Die verbesserte finanzielle Situation ermöglichte nun die seit langem nötigen Modernisierungen der kommunalen Wirtschaft. Am bedeutendsten war das von Alexejew geschaffene Wasserversorgungssystem. Bisher floss das Trinkwasser aus Mytischtschi durch eine Leitung zu öffentlichen Zapfstellen. 1883 hatte die Moskauer Stadtduma den Leitungsbau an Konzessionäre übergeben, was scheiterte. Alexejew ließ nun die Hauptwasserleitung wieder herstellen, Pumpstationen bauen und Leitungen in jedes Haus verlegen. Zwei Wassertürme ließ er an der Krestowskaja Sastawa auf eigene Kosten von dem Architekten Max Hoeppener erbauen. Auch baute Hoeppener das Hauptabwasserpumpwerk am Nowospasski Most (jetzt Moskauer Wassermuseum) im Zuge der Sanierung der Kanalisation. Alexejew sorgte für die Verlagerung aller Schlachthöfe aus der Stadt nach Kalitniki (jetzt Mikojanowski Mjassokombinat).
Während Alexejews Amtszeit wurde der Bau des Historischen Museums von dem Architekten Wladimir Sherwood vollendet. Für den Bau eines Gebäudes für die Moskauer Stadtduma wurde 1888 ein Wettbewerb ausgeschrieben, worauf dann Probleme des Untergrunds festgestellt wurden und ein zweiter Wettbewerb ausgeschrieben werden musste. Beide Wettbewerbe gewann der Architekt Dmitri Tschitschagow, der im Auftrag Alexejews das Dumagebäude am damaligen Woskressenskaja-Platz (später Platz der Revolution) 1890–1892 baute. Statt Holzdecken wurden Betongewölbe mit Gusseisenträgern eingebaut (in den 1930er Jahren wurde das Gebäude das Lenin-Museum und 2012 das Museum des Vaterländischen Kriegs 1812). 30 städtische Schulen wurden gebaut. Alexejew stiftete die N.-A.-Alexejew-Musikschule an der Nikolojamskaja-Straße. Auf Veranlassung Alexejews wurden die baufälligen Oberen Handelsreihen am Roten Platz durch neue Handelshäuser ersetzt (jetzt Warenhaus GUM).
Alexejew war Kurator einiger Anfangsbildungseinrichtungen und Direktor des Gefängniskomiteekuratoriums. Er war Direktor der Russischen Musikgesellschaft und Kassenwart des Damenkomitees der Russischen Rotkreuzgesellschaft. 1892 erhielt die Stadt Moskau die Tretjakow-Kunstsammlung entsprechend dem Vermächtnis Pawel Tretjakows. Alexejew war Ehrenmitglied der Gesellschaft zur Unterstützung notleidender Studenten der Kaiserlichen Universität Moskau (IMU). 1890 stiftete er das Kapital für das Dolgorukow-Wohltätigkeitsstipendium der IMU.
Zu Beginn der Amtszeit Alexejews hatte die Moskauer Stadtduma die Bereitstellung von Grundstücken für den Bau von Kliniken der IMU auf dem Dewitschje Pole an der Moskwa nördlich des Nowodewitschi-Klosters an der heutigen Großen Pirogowskaja-Straße beschlossen. 1886 hatte der Architekt Konstantin Bykowski das Projekt für den Bau eines Universitätsklinik-Städtchens auf dem Dewitschje Pole vorgestellt. Er sah die linke südliche Seite für Kliniken und Pflegeheime privater Spender vor, während auf der rechten nördlichen Seite die vom Staat zu finanzierenden Universitätskliniken gebaut werden sollten. Von den Ärzten Sergei Korsakow und Wiktor Buzke wurde nun Alexejew aufgefordert, ein zweites städtisches Psychiatrisches Krankenhaus zu bauen. Ein Grundstück an der Sagorodnoje Schossé wurde gefunden, und Alexejew organisierte die Finanzierung durch private Spenden. Ein wesentlicher Spender war Flor Jermakow.
Am 9. Märzjul. / 21. März 1893greg. verletzte ein Geisteskranker Alexejew in seinem Duma-Büro durch einen Bauchschuss schwer, worauf Alexejew trotz der Bemühungen der Ärzte 4 Tage später starb. Vor seinem Tod vermachte er 300.000 Rubel dem Krankenhaus für den Unterhalt. Alexejew wurde im Moskauer Nowospasski-Kloster begraben. Die ersten beiden Bauabschnitte des nach ihm benannten Psychiatrie-Krankenhauses wurden 1894 und 1896 eröffnet. 1922–1994 war das Psychiatrie-Krankenhaus nach Pjotr Kaschtschenko benannt. In sowjetischer Zeit wurde der Friedhof des Nowospasski-Klosters mit Alexejews Grab zerstört.
Alexejews Witwe Alexandra Alexejewa, Nichte Pawel Tretjakows, übernahm die Stellung ihres Mannes in den Alexejew-Unternehmen, spendete für wohltätige Zwecke und war Mitglied der Kuratorien Moskauer Schulen und Krankenhäuser. Insgesamt spendeten die Alexejews mehr als zwei Millionen Rubel für wohltätige Zwecke.

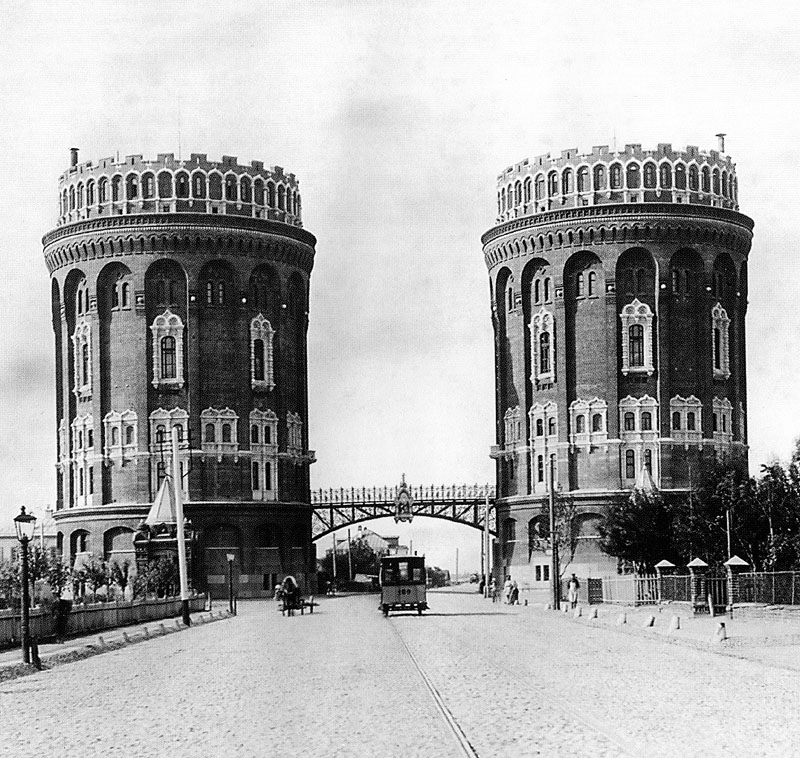
Wassertürme an der Krestowskaja Sastawa (nicht erhalten)
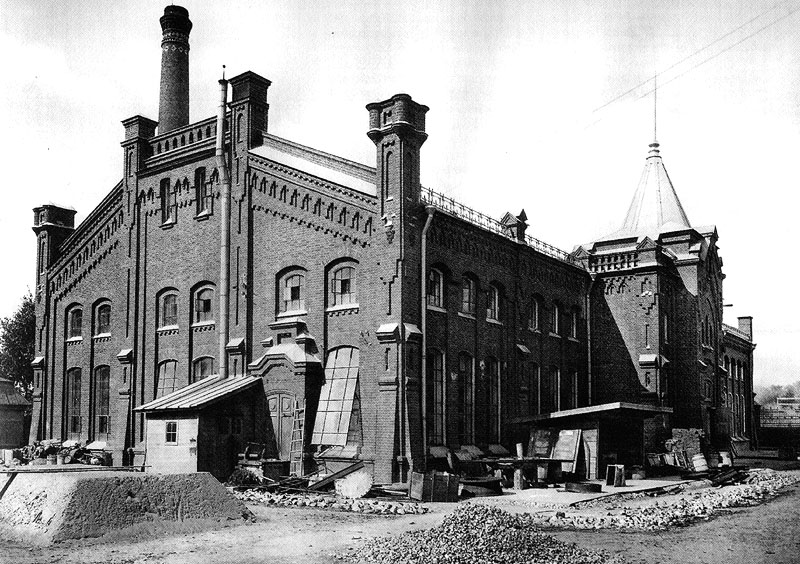
Hauptabwasserpumpwerk, Nowospasski Most, Moskau
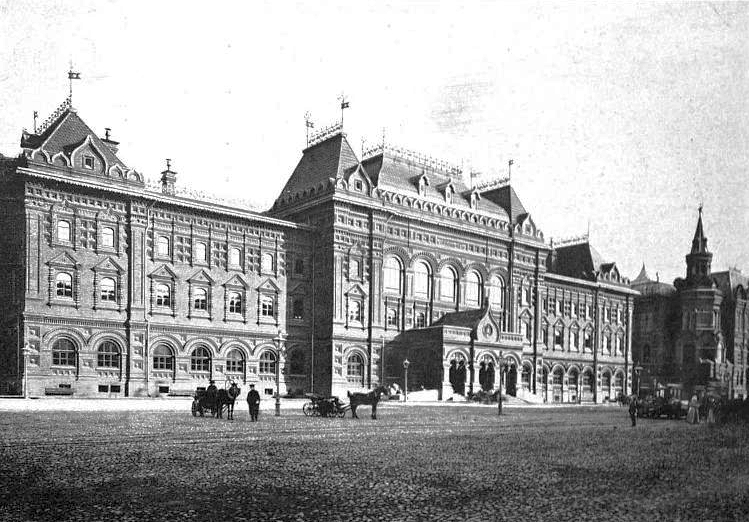
Moskauer Stadtduma (bis 1917)
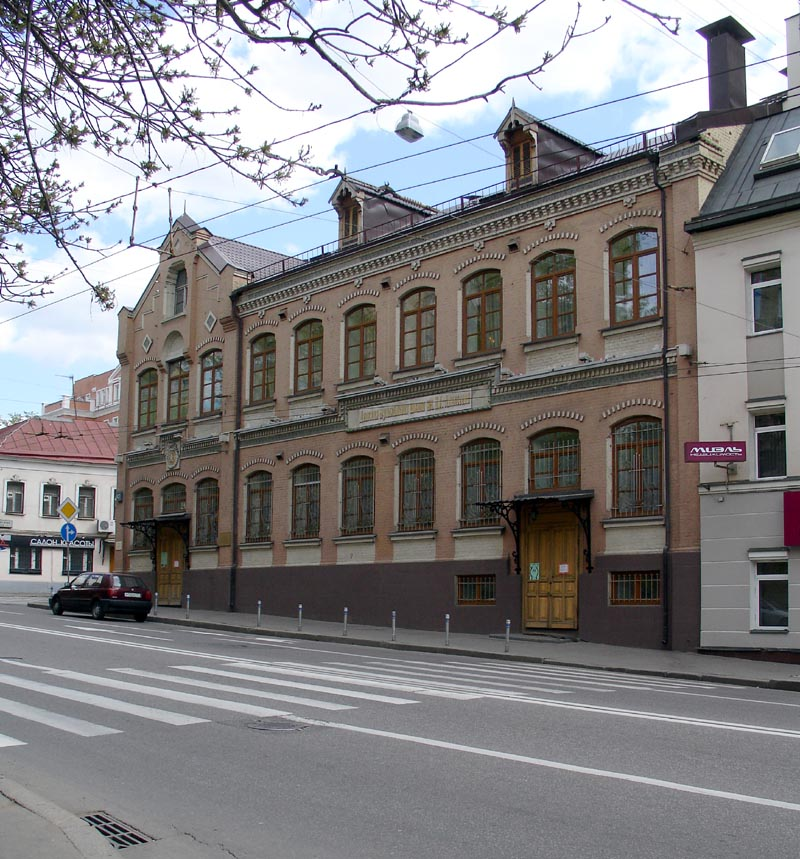
N.-A.-Alexejew-Musikschule, Nikolojamskaja-Straße, Moskau
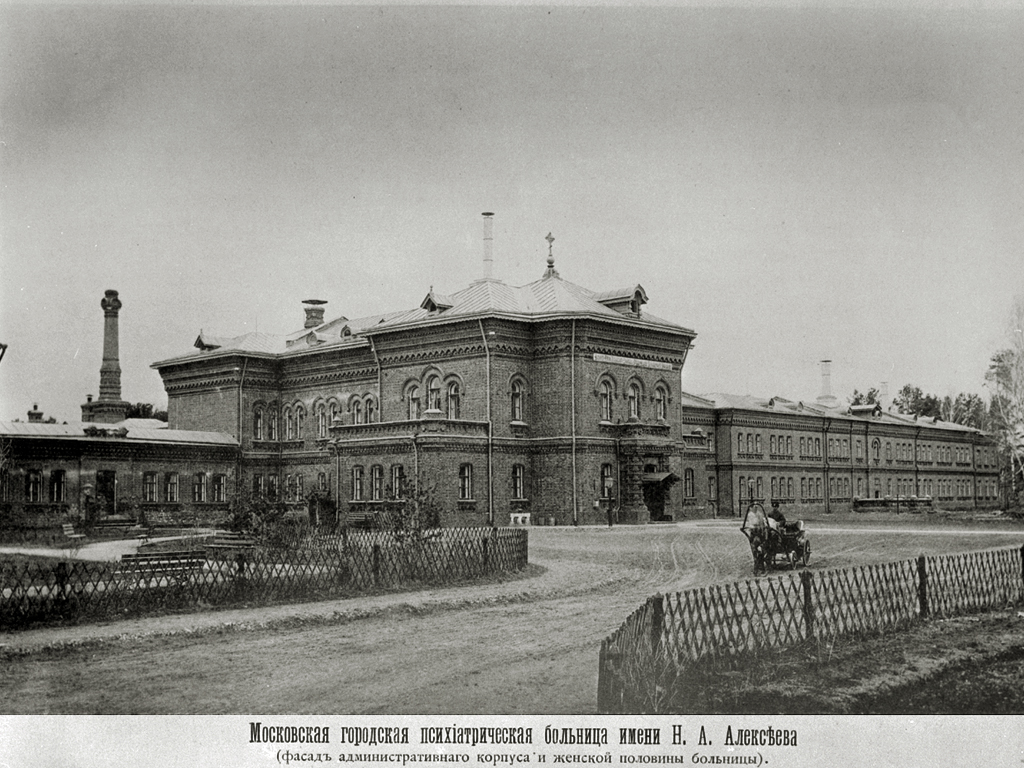
N.-A.-Alexejew-Psychiatrie-Krankenhaus